# Haubenwachtel
Die Haubenwachtel (Colinus cristatus) ist eine Vogelart der Gattung Colinus aus der Familie der Zahnwachteln (Odontophoridae). Sie lebt von Mittelamerika bis ins nördliche Südamerika und auf zahlreichen Inseln der Karibik, wie den Niederländischen Antillen.

## Merkmale
Die Nominatform der Haubenwachtel erreicht eine Körperlänge von 18 bis 22 cm und ein Gewicht von 130 g. Männchen und Weibchen sind einander ähnlich. Beim Männchen sind die Stirn und bisweilen der gesamte Oberkopf sowie die langen Federn der Haube weiß oder blass gelbbraun; manchmal sind die Federn der Haube auch dunkel. Der Oberkopf des Weibchens ist überwiegend braun oder gelbbraun und schwarz gefleckt oder gestrichelt. Der Nacken und die Halsseiten sind schwarz mit weißen Flecken, die Kehle ist weiß, gelbbraun, lohfarben oder zimtfarben, manchmal schwarz gefleckt oder mit einem seitlichen, schwarzen Rand. Über der Ohröffnung sind die Federn weiß oder gelbbraun, darüber und darunter verläuft ein schwarzer oder rotbrauner Streif. Die Oberseite der Haubenwachtel ist fein braun, grau und schwarz gesprenkelt, die Schulterfedern und Schirmfedern tragen terminal schwarze Flecken. Die Ränder der Federn sind oft weißlich oder gelbbraun, unterseits sind sie kräftig weiß, gelbbraun, zimtfarben und schwarz gemustert.
Die Iris ist braun, der Schnabel schwarz und die Füße blass bläulich-grau.

## Verbreitung und Lebensraum
Die Haubenwachtel ist in Mittelamerika vom Südwesten Costa Ricas über Panama bis nach Kolumbien beheimatet. Von dort reicht das Verbreitungsgebiet über das gesamte nördliche Südamerika und Inseln der Niederländischen Antillen wie Aruba und Curaçao bis ins nordöstliche Brasilien.
Der natürliche Lebensraum der Haubenwachtel sind Grassavannen, Waldränder und das Dickicht der tropischen und gemäßigten Zonen.

## Lebensweise
Die Haubenwachtel sucht ihre Nahrung, abwechselnd mit den Füßen scharrend, am Boden. Dabei bleibt sie in Deckung, verhält sich reglos, um nicht entdeckt zu werden oder bewegt sich schnell zur nächsten Stelle. Sie ernährt sich von Samen, Früchten und Insekten. Das Brutgeschäft beginnt in der Mitte bis zum Ende der Trockenzeit oder später, die Jungvögel werden im November flügge. Das Nest wird durch Gras verborgen, das Gelege besteht aus bis zu 15 Eiern.

## Ähnliche Arten
Ähnliche Arten kommen im Verbreitungsgebiet der Haubenwachtel nicht in offenen Landschaften, sondern nur in den trockenen Wäldern vor.
Früher wurde auch die Fleckenwachtel mit ihren Unterarten der Haubenwachtel zugerechnet. Ihr Verbreitungsgebiet liegt jedoch im nördlichen Mittelamerika zwischen Guatemala und dem nordwestlichen Costa Rica und überschneidet sich nicht mit dem der Haubenwachtel. Die Fleckenwachtel trägt keine ausgeprägte Haube und ist durch das weiß gefleckte Gefieder des Bauches von der Haubenwachtel zu unterscheiden.

## Unterarten
Es werden 13 Unterarten anerkannt. Hierbei handelt es sich um:
- Colinus cristatus mariae Wetmore, 1962[4] – kommt im Südwesten Costa Ricas und der Provinz Chiriquí im Nordwesten Panamas vor.
- Colinus cristatus panamensis Dickey & van Rossem, 1930[5] – ist im Südwesten Panamas verbreitet.
- Colinus cristatus decoratus (Todd, 1917)[6] – kann man im Norden Kolumbiens finden.
- Colinus cristatus littoralis (Todd, 1917)[6] – kann man in der Sierra Nevada de Santa Marta im Nordosten Kolumbiens beobachten.
- Colinus cristatus cristatus (Linnaeus, 1766)[7] – Nominatform, ist im Nordosten Kolumbiens und Nordwesten Venezuelas sowie auf Aruba und Curaçao heimisch.
- Colinus cristatus horvathi (Madarász, 1904)[8] – kommt in den Bergen des Bundesstaates Mérida im Nordwesten Venezuelas vor.
- Colinus cristatus barnesi Gilliard, 1940[9] – findet man im westlichen zentralen Venezuela.
- Colinus cristatus sonnini (Temminck, 1815)[10] – ihr Verbreitungsgebiet erstreckt sich über das nördliche zentrale Venezuela und die Guyanas ins nördliche Brasilien.
- Colinus cristatus mocquerysi (Hartert, 1894)[11] – ist im Nordosten Venezuelas präsent.
- Colinus cristatus leucotis (Gould, 1844)[12] – findet sich im Tal des Río Magdalena im nördlichen zentralen Kolumbien.
- Colinus cristatus badius Conover, 1938[13] – ist im westlichen zentralen Kolumbien beheimatet.
- Colinus cristatus bogotensis Dugand, 1943[14] – ihre Heimat ist das nördliche zentrale Kolumbien.
- Colinus cristatus parvicristatus (Gould, 1843)[15] – ist vom östlichen zentralen Kolumbien bis in das südliche zentrale Venezuela zu finden.